# グランド・キャニオン大学
グランド・キャニオン大学（英語: Grand Canyon University, 略称：GCU）は、アメリカ合衆国アリゾナ州フェニックスにある私立大学。

## 概要

### 学科
- 環境学科
- 教育学科
- 工学科
- 栄養学科
- 哲学科
- 化学科
- 心理学科
- 健康科学

他多数